# 中国人民解放军南部战区陆军文工团
中国人民解放军南部战区陆军文工团，位于广东省广州市。是中国人民解放军南部战区陆军政治工作部直属单位。

## 沿革
前身为中国共产党领导的军队中最早的文艺团体——1928年在井冈山成立的中国工农红军第四军宣传队。1930年正式命名为战士剧社。1955年由中央军委命名为中国人民解放军战士话剧团，中国人民解放军战士歌舞团，中国人民解放军战士杂技团。后经多次重组更名。2004年12月，在全军编制体制调整中合并为中国人民解放军广州军区政治部文工团（中国人民解放军广州军区战士文工团），隶属中国人民解放军广州军区政治部。毛泽东、刘少奇、周恩来、朱德、邓小平、聂荣臻、罗荣桓、江泽民、胡锦涛、习近平等党和国家领导人均观看过该团的演出，罗荣桓、聂荣臻、罗瑞卿、钱壮飞、童小鹏等领导曾亲自参与该团节目的编、导、演工作。
2015年底，在深化国防和军队改革中，广州军区政治部战士文工团与杂技团合并，转隶中国人民解放军南部战区陆军，成为中国人民解放军南部战区陆军文工团，隶属中国人民解放军南部战区陆军政治工作部。
2018年9月，根据中央军事委员会整编命令，中国人民解放军南部战区陆军文工团建制撤销，除少数人员分流至中国人民解放军文化艺术中心文艺部外，所属现役军人全部退役、文职人员全部解聘。

## 历任领导
中国人民解放军广州军区政治部文工团
| 团长 - 邢时苗 大校（2004年—2008年） - 杜鸣 大校（2008年—2012年） - 吴社洲 少将（2012年—2013年） - 傅勇凡 大校（2013年—2016年） | 政治委员 - 唐栋 少将（2004年—2008年） - 赵亮 大校（2008年—？） - 张胜 大校（？—2016年） |

中国人民解放军南部战区陆军文工团
| 团长 - 傅勇凡 大校（2016年—2018年9月） | 政治委员 - 张胜 大校（2016年—2018年9月） |

## 代表剧目
- 舞剧、舞蹈类： 《母亲在召唤》、《五朵红云》、《旗》、《艰苦岁月》、《战士游戏舞》、《军邮员来了》、《夜练》、《三家巷》（舞剧）、《百花争妍》、《刀锋》、《飞天》[1][3][2]
- 曲艺类：《蓄洪区说话》、《一场风波》、《军史迷》（相声）、《光荣花》（小品）[1][3]
- 声乐类：《人民军队忠于党》、《我爱你，中国》、《颂歌一曲唱韶山》、《骑马挎枪走天下》、《毛主席关怀咱山里人》、《老伴》、《陆地风暴》、《国风》[1][3][2]、《我的南海》（大型情景组歌）[16]
- 话剧类：《南昌暴动》、《扩大红军》、《共产党宣言》、《支部建在连上》、《对抗》[1]
- 杂技：《破晓》（杂技剧）、《男子高台顶技》、《力与美》、《东方天鹅——芭蕾对手顶》[3]
- 电视剧、电影：《汽车兵奏鸣曲》、《虎穴铁骑》、《兵回头》、《神枪扬威》、《南沙的鹰》、《等待明天》、《董存瑞》、《红色娘子军》、《我们是八路军》、《碧海丹心》、《女兵》、《董存瑞的故事》、《欧阳海之歌》、《一枚弹壳》、《归途如虹》、《兵锋》[1]

## 优秀人才
- 作曲家：庄映、彦克、肖民、郑秋枫、毕庶勤、曹俊山、杜鸣、方天行、徐肇基、金旭庚、张胜、王小淞、熊亮[16]
- 作词家：张永枚、章明、西彤、瞿琮、张国良、苏虎[16]
- 舞蹈家：胡果刚、查烈、邵九琳、廖俊翔、赵国政
- 剧作家：唐栋、王树增
- 歌唱家：郑湘娟、邓韵、刘旭峰、欧阳劲松、熊家源、陈瑞华、曾健、付定远、袁越